# Gertrud Werth
Gertrud Werth, geborene Geryga (* 26. August 1898 in Berlin; † 10. August 1990 ebenda), war eine deutsche Politikerin (SPD).
Gertrud Geryga war eine Tochter eines Schneidermeisters und besuchte zunächst eine Mittelschule. Ab 1913 war sie Mitglied der Sozialistischen Arbeiter-Jugend (SAJ). Von 1913 bis 1916 machte sie eine Ausbildung als Rechtsanwaltsgehilfin. Später besuchte sie ein städtisches Abendgymnasium und trat der SPD bei. Von 1930 bis 1933 war sie Mitglied des Betriebsrats bei der Reichsanstalt für Arbeitsvermittlung und Arbeitslosenversicherung.
Nach dem Zweiten Weltkrieg wurde Gertrud Werth 1947 1. Vorsitzende des Betriebsrats beim Bezirksamt Kreuzberg, gleichzeitig war sie Mitglied des Hauptbetriebsrats beim Magistrat von Groß-Berlin. 1953 wurde sie Mitglied des Personalrats beim Arbeitsgericht Berlin und ab 1957 deren Vorsitzende. Bei der Berliner Wahl 1958 wurde Werth in die Bezirksverordnetenversammlung im Bezirk Wedding gewählt. Im Juli 1961 schied Heinz Bergemann (1923–1967) aus dem Abgeordnetenhaus von Berlin aus, und Gertrud Werth konnte in das Parlament nachrücken. Im Februar 1963 schied sie aus dem Abgeordnetenhaus aus.